# Abreu e Lima
Abreu e Lima é um município brasileiro do estado de Pernambuco, pertencente à Mesorregião Metropolitana do Recife e à Microrregião do Recife. Está a uma distância de 19 km da capital.

## História

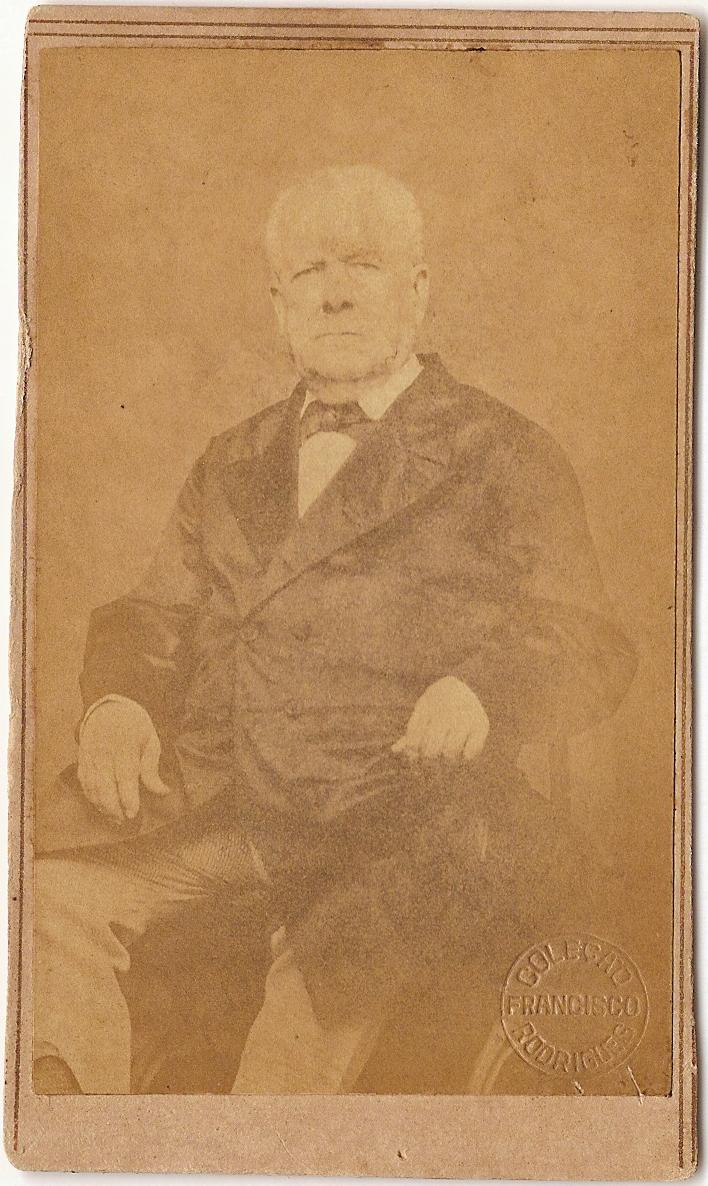
José Inácio de Abreu e Lima, General do Exército e Historiador.

A cidade de Abreu e Lima foi desmembrado do município de Paulista em 14 de Maio de 1982, através da lei Estadual nº 8.950.
A área onde o município está localizado, começou a ser povoada por Duarte Coelho, donatário da capitania de Pernambuco, quando dividiu a capitania em sesmarias no ano de 1535. No dia 24 de julho de 1540 foi doada a Sesmaria de Jaguaribe a Vasco Fernandes Lucena. Em 1548, Vasco Fernandes, que era o almoxarife-mor de Pernambuco, fundou o Engenho Jaguaribe, dando início ao povoado que deu origem ao município. Em 1591 a ordem religiosa dos beneditinos chegaram às terras de Jaguaribe. Em 1660, o mosteiro de São Bento em Olinda toma posse de Jaguaribe. Em 1674, se tem registros de que o Engenho Jaguaribe estava em ruínas.
Em 1784, no dia 16 de fevereiro, foi celebrado na Capela de São Miguel em Inhamã um casamento onde se constava que os noivos eram residentes em Maricota. A origem do nome Maricota se deve à uma senhora proprietária de um comércio à beira da estrada, onde atualmente fica o encontro da Av. Capitão José Primo com a BR 101.
Em abril de 1812 o inglês Henry Koster toma posse do Engenho Jaguaribe. Sua passagem foi registrada em seu livro: "Viagens ao Nordeste do Brasil", traduzida pelo historiador Câmara Cascudo. Koster descreve sua visita ao local:
“Diante de mim estava a cazinha, com suas senzalas, rodeados de bananeiras e situada na projeção da colina. Além a esquerda, no vale estreito e longo, erguiam-se as casas do Jaguaribe, no campo aberto, com as colinas por trás e o riacho na frente. Pela direita, na várzea profunda estende-se um comprido trecho arborizado, e sempre a destra, para adiante estão os numerosos mangues cujo verde escuro anuncia o córrego de algum volume, que corre por meio deles. Do outro lado, ainda perto, eleva-se o pico de S. Bento, e são terra de mandioca e de milho, floresta, e uma picada que leva, serpenteando, ao cimo da elevação. Desse lugar não se veem casas mas ouvimos o bimbalhar dos sinos da Capela...”
Nas terras do município, no Engenho Utinga, o ilustre Frei Caneca se escondeu nos dias 16 e 17 de setembro de 1824 ao fugir das tropas de Lima e Silva, em um evento que denominado Confederação do Equador. Três meses depois, Frei Caneca foi preso no Ceará, trazido à Recife, onde foi arcabuzado no Forte das Cinco Pontas no dia 13 de janeiro de 1825. Foi no povoado de Maricota, onde se deu no dia 10 de novembro de 1848, a primeira batalha da Revolução Praieira, que havia sido deflagrada três dias antes na cidade de Olinda. No dia 4 de dezembro de 1859, o Imperador Dom Pedro II visita Maricota depois de pernoitar no Engenho Manjope. Registrou este fato no seu diário e chamou a Estrada que cortava o lugarejo de "Estrada Real". O distrito policial de Maricota foi criado no dia 2 de julho de 1863. A partir de 1886 a Usina Timbó começa o seu funcionamento nas terras de Maricota.
Em 1928 foi iniciada a Assembleia de Deus em Abreu e Lima, quando o pioneiro assembleiano Missionário Joel Carlson batiza os primeiros fiéis nas águas do rio Timbó.
Até então, as terras de Maricota pertenciam parte à Igarassu e Olinda. Quando em 11 de setembro de 1928 é criado o município de Paulista, e Maricota é incorporado ao novo município no dia 4 de setembro de 1935. O distrito foi criado pelo Decreto-lei Estadual n° 235, de 9 de dezembro de 1938, pertencendo ao município de Paulista (Pernambuco), a povoação ganhou o nome de uma senhora, dona Maricota, muito bem relacionada entre os habitantes locais e proprietária de um estabelecimento de serviço de alimentação. Durante anos o povoado foi um local acolhedor, principalmente para homens de negócios que ali paravam para refeições ou pernoite. Pela Lei Estadual n° 421, de 31 de dezembro de 1948, ano do centenário da Revolução Praieira, o distrito de Maricota recebeu o topônimo de Abreu e Lima em homenagem a José Inácio de Abreu e Lima, notável político, escritor, jornalista e general, o "Inácio pernambucano", que lutou quatorze anos ao lado de Simón Bolívar, um dos heróis da independência da Venezuela.
O município foi emancipado em 1982, através do voto popular em plebiscito realizado ao dia 9 de maio daquele ano, após quatrocentos anos sob o domínio político e administrativo de Igarassu, e outros 47 subordinados à cidade de Paulista, o que se tornou realidade no dia 14 de maio de 1982 após assinatura do decreto que também emancipava os distritos de Itapissuma e Camaragibe.
A Lei Estadual n° 4.993, de 20 de dezembro de 1963, elevou o distrito à categoria de município, o qual foi extinto em 27 de agosto de 1964 pelo Acórdão do Tribunal de Justiça, mandado de segurança n° 56.889. Em 14 de maio de 1982 a Lei Estadual n° 8.950 elevou novamente Abreu e Lima à categoria de município, desmembrado de Paulista, com sede no antigo distrito, tendo sido instalado em 31 de março de 1983.
Abreu e Lima é o município brasileiro com maior percentual de habitantes evangélicos, de acordo com o Instituto Brasileiro de Geografia e Estatística (IBGE): 35% dos 97 mil habitantes são praticantes dessa religião. O número expressivo motivou a criação da Lei Municipal 632, em 2008, que fixa 31 de outubro como feriado, o Dia da Consciência Evangélica.
O município tem em seu sítio arqueológico as ruínas da Igreja de São Bento, no engenho Jaguaribe. No engenho Utinga afirma-se ter-se escondido Frei Caneca em 16 de setembro e 17, quando da derrota na revolta conhecida como Confederação do Equador em 1824 em Pernambuco. Hoje estudos arqueológicos estão sendo feitos no local, já tendo sido encontrados vestígios da passagem dos holandeses nas terras de Pernambuco, na cidade de Abreu e Lima.

## Geografia
Localiza-se a uma latitude 07º54'42" sul e a uma longitude 34º54'10" oeste, estando a uma altitude de 19 metros.

### Limites
| Noroeste: Araçoiaba | Norte: Igarassu e Araçoiaba | Nordeste: Igarassu |
| Oeste: Paudalho     |                             | Leste: Paulista    |
| Sudoeste: Paulista  | Sul: Paulista               | Sudeste: Paulista  |

### Hidrografia
O município de Abreu e Lima encontra-se inserido nos domínios das Sub-Bacias Hidrográficas dos Rios Catucá, Pilão, Bonança, Utinga e do Barro Branco.

### Clima
O município tem o clima tropical, do tipo As´. Os verões são quentes e secos. Os invernos são amenos e úmidos, com o aumento de chuvas; as mínimas podem chegar a 15 °C. As primaveras são muito quentes e secas, com temperaturas que em algumas ocasiões podem chegar aos 34 °C.
| Dados climatológicos para Abreu e Lima | Dados climatológicos para Abreu e Lima | Dados climatológicos para Abreu e Lima | Dados climatológicos para Abreu e Lima | Dados climatológicos para Abreu e Lima | Dados climatológicos para Abreu e Lima | Dados climatológicos para Abreu e Lima | Dados climatológicos para Abreu e Lima | Dados climatológicos para Abreu e Lima | Dados climatológicos para Abreu e Lima | Dados climatológicos para Abreu e Lima | Dados climatológicos para Abreu e Lima | Dados climatológicos para Abreu e Lima | Dados climatológicos para Abreu e Lima |
| Mês                                    | Jan                                    | Fev                                    | Mar                                    | Abr                                    | Mai                                    | Jun                                    | Jul                                    | Ago                                    | Set                                    | Out                                    | Nov                                    | Dez                                    | Ano                                    |
| -------------------------------------- | -------------------------------------- | -------------------------------------- | -------------------------------------- | -------------------------------------- | -------------------------------------- | -------------------------------------- | -------------------------------------- | -------------------------------------- | -------------------------------------- | -------------------------------------- | -------------------------------------- | -------------------------------------- | -------------------------------------- |
| Temperatura máxima média (°C)          | 30,5                                   | 30,4                                   | 30,2                                   | 29,5                                   | 28,8                                   | 27,7                                   | 27,2                                   | 27,5                                   | 28,4                                   | 29,5                                   | 30                                     | 30,1                                   | 29,2                                   |
| Temperatura média (°C)                 | 26,7                                   | 26,7                                   | 26,5                                   | 25,9                                   | 25,3                                   | 24,4                                   | 23,8                                   | 23,9                                   | 24,8                                   | 25,8                                   | 26,3                                   | 26,3                                   | 25,5                                   |
| Temperatura mínima média (°C)          | 23                                     | 23,1                                   | 22,9                                   | 22,4                                   | 21,9                                   | 21,1                                   | 20,5                                   | 20,4                                   | 21,3                                   | 22,2                                   | 22,5                                   | 22,7                                   | 22                                     |
| Precipitação (mm)                      | 70                                     | 107                                    | 210                                    | 249                                    | 301                                    | 291                                    | 271                                    | 158                                    | 78                                     | 40                                     | 34                                     | 47                                     | 1 856                                  |
| Fonte: Climate Data.                   |                                        |                                        |                                        |                                        |                                        |                                        |                                        |                                        |                                        |                                        |                                        |                                        |                                        |

### Relevo
O relevo predominante no município é o de Tabuleiros Costeiros, relevo que predomina em todo litoral leste do nordeste, tendo altitudes médias que variam entre 50 e 100 metros acima do nível do mar.

### Vegetação
A vegetação nativa municipal é a mata atlântica, composta por florestas sub-perenifólias, com partes de floresta sub-caducifólia.

### Solo
Os solos do município são representados pelos Latossolos e Podzólicos nos topos de chapadas e topos residuais.

### Geologia
O município está incluído, geologicamente, na Província da Borborema, sendo compostos dos seguintes litotipos: Salgadinho e Vertentes, e dos sedimentos das formações Beberibe, Gramame, do Grupo Barreiras e dos depósitos Fluvio-lagunares e Aluvionares.

## Demografia
Sua população, conforme estimativas do IBGE de 2021, era de 100 698 habitantes, distribuídos numa área de 126.384 km².

### Subdivisões

#### Distritos
- Sede

#### Bairros
- Centro
- Timbó
- Caetés Velho
- Caetés I
- Caetés II
- Caetés III
- Zona Rural
- Planalto
- Pitanga
- Fosfato (Boa Esperança)
- Desterro
- Inhamã
- Chã de Cruz (uma parte)
- Jardim Caetés
- Alto da Bela Vista
- Alto São Miguel
- Matinha (Cohab)

## Política
O poder executivo do município é exercido por Flávio Gadelha.

## Economia
Segundo dados sobre o produto interno bruto dos municípios, divulgado pelo IBGE referente ao ano de 2011, a soma das riquezas produzidos no município é de 909.506 milhões de reais (12° maior do estado). Sendo o setor de serviços o mais mais representativo na economia abreu-limense, somando 487.958 milhões. Já os setores industrial e da agricultura representam 286.618 milhões e 8.142 milhões, respectivamente. O PIB per capita do município é de 9.589,60 mil reais (20° maior do estado).

## Estrutura

### Educação
O município possui as seguintes escolas estaduais:
- Escola de Referência em Ensino Médio Maria Vieira Muliterno (ensino integral)
- Escola de Abreu e Lima
- Escola Profª Stela Mª Santos Pinto Barros
- Escola General Abreu e Lima
- Escola de Referência em Ensino Médio Luiz Rodolfo de Araújo Júnior (semi-integral)
- Escola Marechal Costa e Silva
- Escola Orfanato Estrela de Bethel
- Escola Pastor Amaro de Sena
- Escola Polivalente de Abreu e Lima
- Escola Profª Isaura de França
- Escola Profª Azinete Ramos Carneiro[13]

### Saúde
A cidade conta com trinta e dois estabelecimentos de saúde, sendo vinte e seis deles públicos municipais e seis privados.

### Transportes
O município é cortado pelas rodovias: BR-101, PE-15, PE-27, PE-18 e conta com o Aeroporto Internacional do Recife, estando a 49 km de distância. A cidade faz parte do Sistema Estadual Integrado.

## Cultura
No município ocorre, desde o ano de 2009, o CineCreed, única mostra competitiva de curtas-metragens nacionais com premiação realizada num presídio brasileiro, o Centro de Reeducação da Polícia Militar de Pernambuco (CREED), localizado no bairro de Caetés II. O evento anual realizado pelo Programa Exibição de Cinema Social (PRECISO) a céu aberto dentro da área prisional é gratuito e sem fins lucrativos. Permite acesso à população, inclusive para a comercialização de alimentos durante as três noites em que ocorre, tradicionalmente, num dos dois últimos finais de semana de novembro.

## Turismo
O Turismo em Abreu e Lima, apesar de pioneiro, majoritariamente é representado pelo Ecoturismo. Abreu e Lima desfruta de duas estações ecológicas: Caetés, apesar de pertencer a Paulista, quem se privilegia é a comunidade abreulimense, Timbó, e a Reserva ecológica de São Bento. Os três ambientes desfrutam de paisagens encantadoras, mangues virgens, trechos de rios, trilhas, trechos da mata atlântica conservada. Ainda se pode contar com as ruínas da Igreja e São Bento, de 1600. E além de tudo isso pode-se navegar pelo rio Timbó, que passa por Igarassu.